# 관습헌법
관습헌법(慣習憲法, 독일어: Verfassungsgewohnheitsrecht)이라고 흔히 불리는 헌법 관습법(또는 헌정 관습법)은 불문법인 불문 헌법의 일종으로서, 성문헌법과 같이 국내법 질서에서 최고의 효력을 갖는 헌법적 사항에 대한 관습법을 가리킨다.
성문헌법을 지닌 국가에서 관습헌법의 성립이 가능한가 여부에 대한 학설은 다양하며, 긍정설을 펴는 학자라도 그 효력을 둘러싸고 이견이 분분하다. 헌법에 명시되지 않았어도 헌법에 내재된 불문의 규범이 부각될 수는 있다. 그러나 이러한 규범은 성문헌법의 애매한 점을 보충하는 역할로만 인정할 수 있다는 의견이 보편적이다. 한편 성문헌법 국가에서 관습헌법의 성립은 이론적 상상에 그칠 뿐 사실상 불가능하므로 실질적 의의가 없다는 입장을 취하고 있는 학자도 많다.
대한민국의 헌법 재판소는 신행정수도법 위헌 확인 결정에서 성문헌법과 같은 효력을 지니는 헌법적 사항에 대한 관습법이 국내 법 질서에서 성립할 수 있으며, 신행정수도의건설을위한특별조치법은 서울을 수도로 삼는 관습헌법에 위반하므로, 수도 이전을 하려면 성문헌법과 같은 개헌 절차가 필요하다고 판시하였다.